# Qwenselska huset

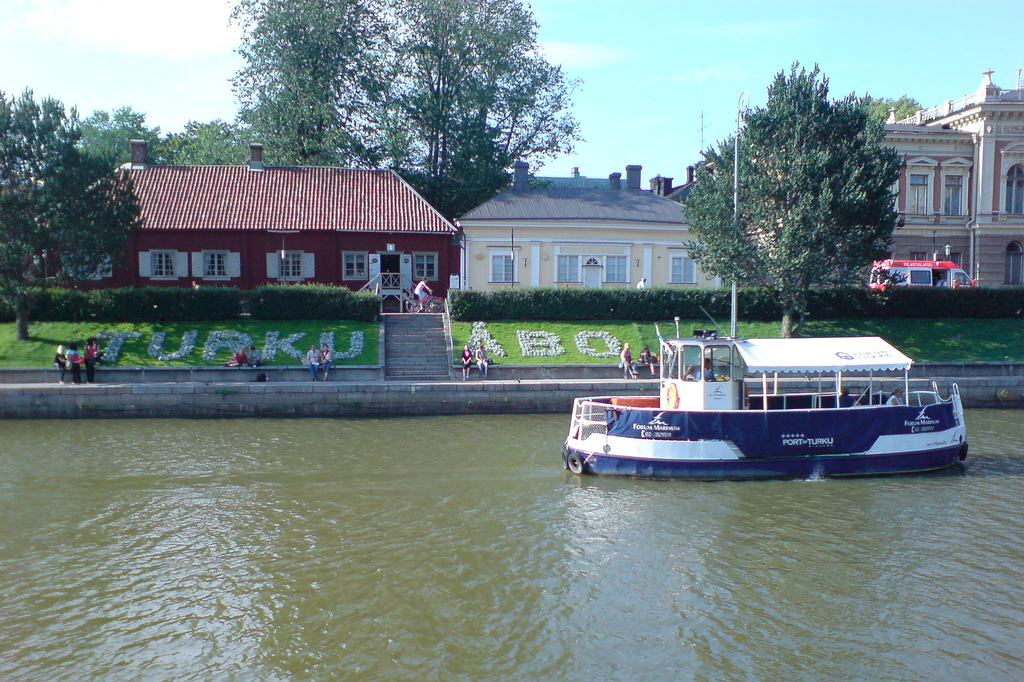
Qwenselska huset ligger vid Aura å i Åbo.

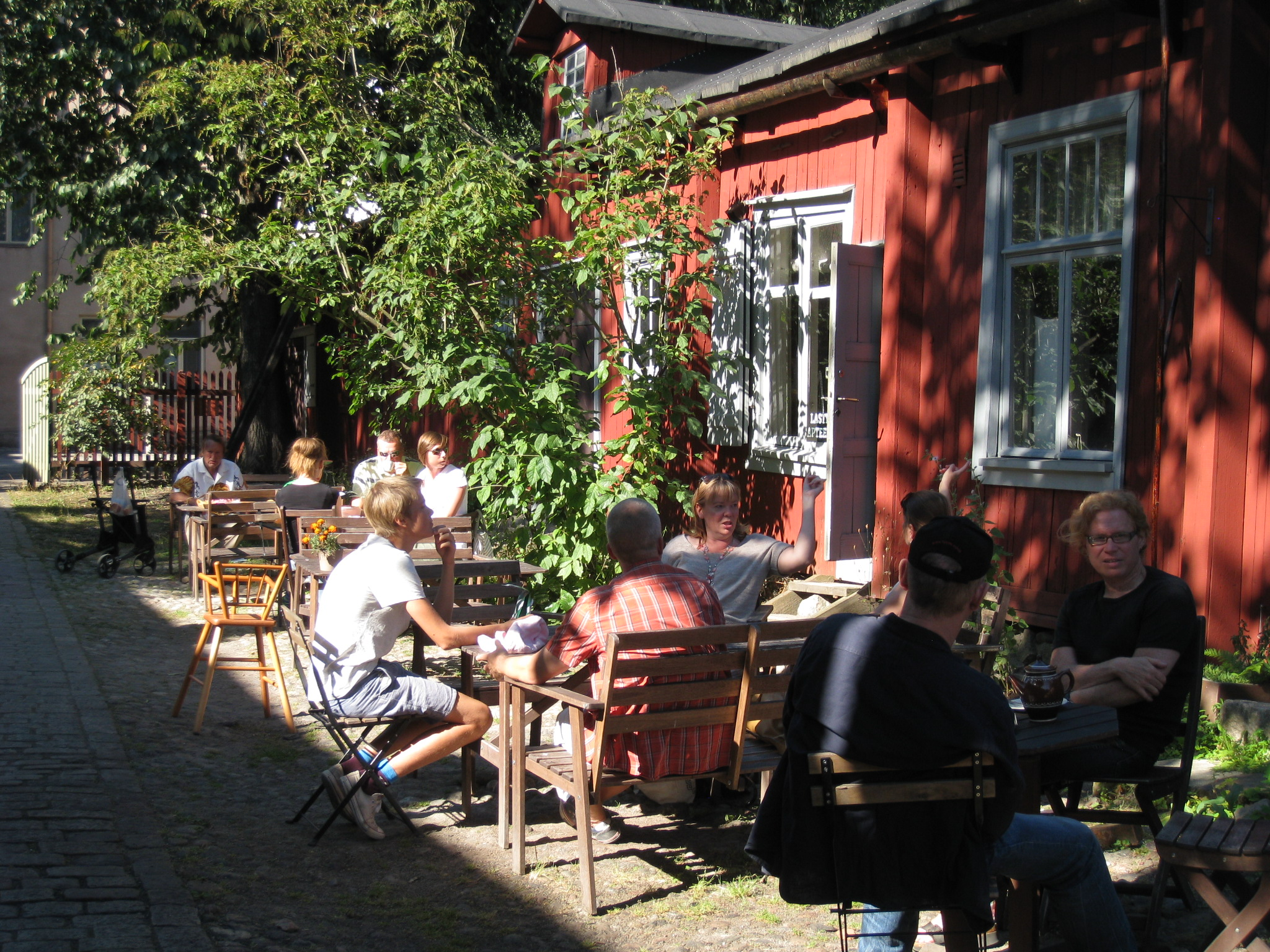
Café Qwensel.

Qwenselska huset (även Qwenselska gården) är den äldsta träbyggnaden i staden Åbo i Finland. Byggnaden är belägen i stadens centrum vid Aura å. Den byggdes 1736 som ett hem för häradshövdingen Johan Lostierna och hans hustru Anna Margareta Svahn på hennes fars gård. Byggnaden ligger i området Herrekanten som var avsett för högre ståndspersoner och infördes i stadsplanen år 1652. Bostadshuset är bevarat i sin helhet. Idag finns ett apoteksmuseum och ett café i byggnaden.

## Apoteksmuseum

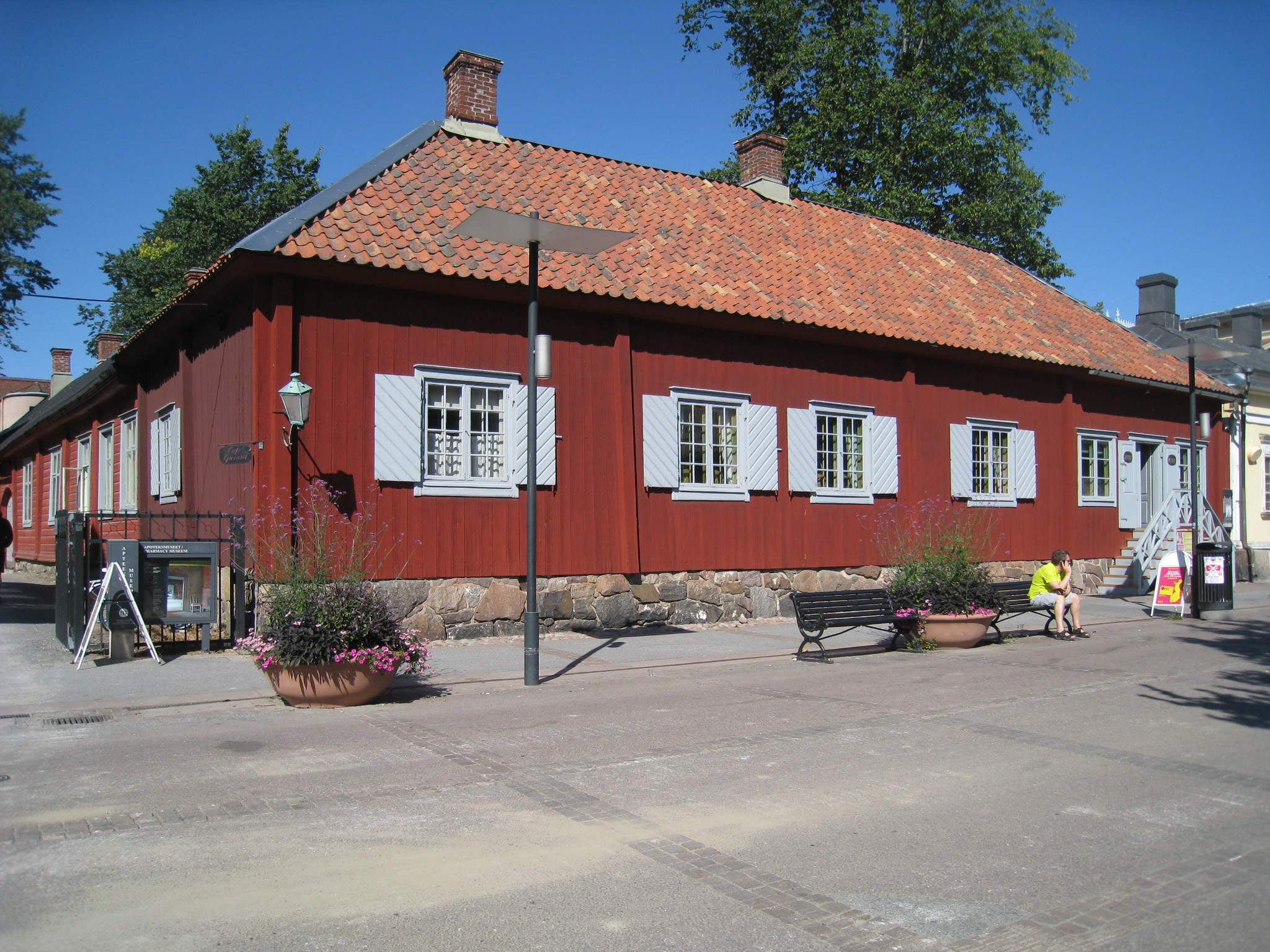
Apoteksmuseet och Qwenselska huset vid Västra Strandgatan 13 i Åbo.

Byggnadens flygel för affärsverksamhet möblerades med apotek på 1800-talet. Apoteket har ett materialrum och ett örtrum, två laboratorier och ett kontor. Kontoret har den apoteksinredning som har överlevt längst i Finland.
En flygelbyggnad har utställning med Åke Lydmans samling av apoteksredskap. Det finns också ett läkemedelsforskningslaboratorium och en utställning om apotekshistoria i flygelbyggnaden. Förutom huvudutställningarna finns det också olika mindre utställningar och program som hålls på museet varje år.
Användningen av farmaceutiska örter kan studeras med ledning av en "apotekare" på barnapoteket, på gården och utomhus. Det autentiska apoteksskåpet är från Nykarleby Apotek (finska: Uusikaarlepyy Apotek).
Det tidigare stallet, toaletten och ladugården ligger i den norra änden av byggnaden Pakaritupa (svenska: Bagarstugan). Familjen Pipping brukade ha en trädgård med äppelträd och växter längs Linnankatu (svenska: Slottsgatan) (tidigare Kuningattarenkatu).